# 岩崎勇
岩崎 勇（いわさき いさむ、1954年（昭和29年） - ）は、日本の経済学者。九州大学ビジネススクール教授。日本簿記学会理事。
明治大学大学院経営学研究科博士課程修了。群馬県前橋市出身。

## 経歴
群馬県前橋市生まれ。1985年（昭和60年）、明治大学大学院経営学研究科博士課程単位取得。
1990年（平成2年）にイギリス・スコットランドのスターリング大学に留学。麹町監査法人勤務、東京富士大学等を経て、2003年（平成15年）に九州大学大学院経済学研究院の教授に就任した。

## 主な著作
- 『基本財務諸表論』中央経済社、2000年。ISBN 4502174416。
- 『連結納税制度と企業再編』一橋出版、2003年。ISBN 4834813185。
- 『純資産会計の考え方と処理方法 : 新会計制度解説!』税務経理協会、2007年。ISBN 9784419049843。
- 『図解＋設例でわかるキャッシュ・フロー計算書の読み方・作り方』（3版）税務経理協会、2009年。ISBN 9784419052249。